# Liolaemus duellmani
Liolaemus duellmani är en ödleart som beskrevs av  José Miguel Cei 1978. Liolaemus duellmani ingår i släktet Liolaemus och familjen Tropiduridae. IUCN kategoriserar arten globalt som otillräckligt studerad. Inga underarter finns listade i Catalogue of Life.